# 기테가
기테가(Gitega)는 부룬디의 수도로, 기테가 주의 주도이다. 부줌부라(부룬디의 옛 수도) 다음으로 부룬디에서 두 번째로 큰 도시이다.